# Mus indutus
Mus indutus је врста глодара из породице мишева (лат. Muridae). 

## Распрострањење
Врста има станиште у Анголи, Боцвани, Замбији, Зимбабвеу, Јужноафричкој Републици и Намибији.

## Станиште
Врста Mus indutus има станиште на копну.
Врста је по висини распрострањена до 1.000 метара надморске висине. 

## Угроженост
Ова врста није угрожена, и наведена је као последња брига јер има широко распрострањење.

### Популациони тренд
Популација ове врсте је стабилна, судећи по доступним подацима.